# Gällivare is- och evenemangsarena
Isborgen, eller Gällivare is- och evenemangsarena, är en ishall i Gällivare, som ligger i Sjöparken, bredvid badhuset och Sjöparksskolan.

## Historik
Isborgen är en del av samhällsomvandlingen av Malmberget, som har samband med gruvbrytningen i Malmberget. I detta ingår rivning av den 1965 byggda ishallen i Malmberget. Efter många år av politisk oenighet överklagningar startade bygget av en ny ishall sommaren 2018 och hallen färdigställdes i februari 2020.
I en 2021 anordnad namntävling av Gällivare kommun fanns tre förslag i finalen: Norrskensarenan, Sjöparksarenan och Isborgen, varav det senare vann. Isborgen var också namnet på serveringen i den gamla "isladan" i Malmberget.

## Arenan
Isarenan är den första av tre nya idrottsanläggningar som planeras i Gällivare: ishall, sporthall och friidrottshall.
Arenan har 600 sittplaser, men kan utökas med flyttbara läktare, som ökar kapaciteten till ungefär 900. Arenan har även två mediaskärmar, som fungerar som resultattavla och matchklocka, en på vardera kortsidan. Vid andra evenemang, som konserter och mässor, är publikkapaciteten cirka 1.800. Arenan är byggd nästan helt i trä och i första hand avsedd för ishockey, konståkning och curling.
I taket finns en fallsele installerad, som går runt isbanan och som ska hjälpa funktionshindrade att använda isytan och hjälpa konståkarna att träna avancerade.
Isarenan är sammanbyggd med Sjöparksskolans gymnastikhall. Den inrymmer bland annat curlingbanor, danssal och restaurang/kafé.

## Miljöcertifiering
Arenan är byggd för att uppnå Miljöbyggnad klass Silver
Arenan ska med hjälp av koldioxid, i stället för med ammoniak, kyla ner plattan. LKAB bidragit med en ny typ av betong för plattan som innehåller järnmalm. Den nya betongen är dubbelt så tung jämfört med "vanlig" betong och leder värme samt kyla tre till fyra gånger snabbare än andra mer traditionella betongtyper, vilket sänker driftkostnader och minskar miljöpåverkan.